# Liste der Auslandsvertretungen Burundis

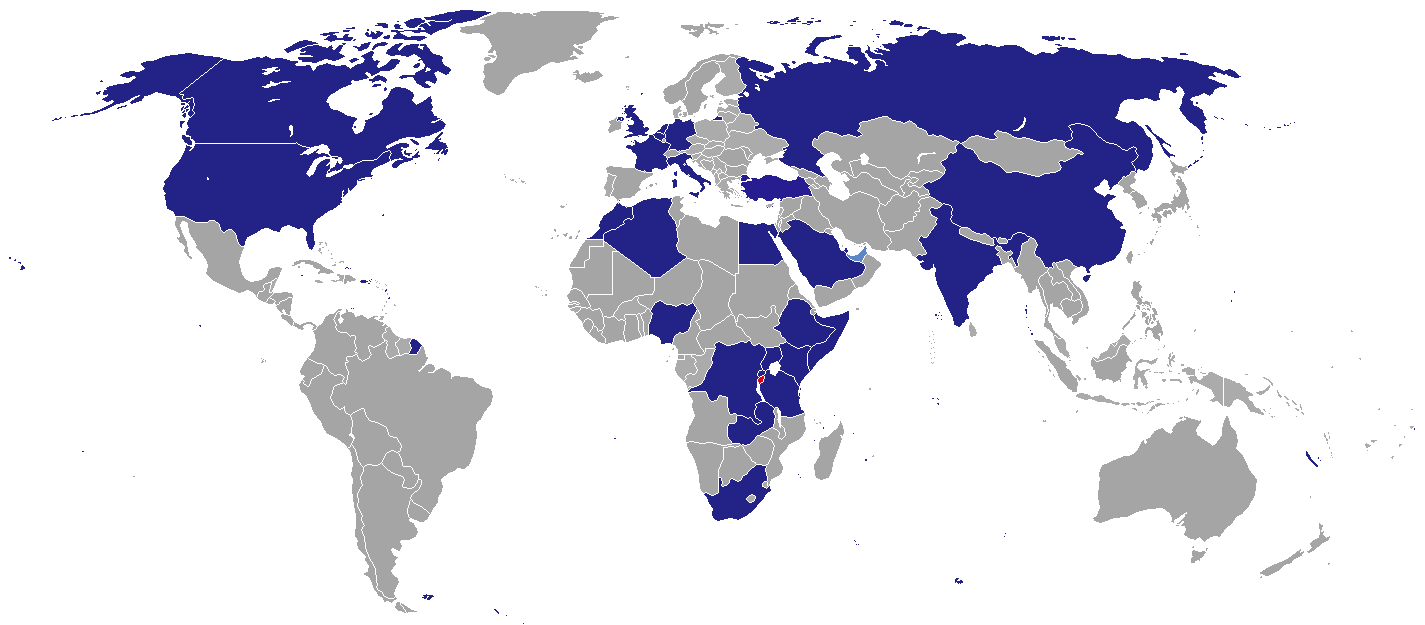
Standorte der diplomatischen Vertretungen Burundis

Dies ist eine Liste der diplomatischen und konsularischen Vertretungen Burundis.

## Diplomatische und konsularische Vertretungen

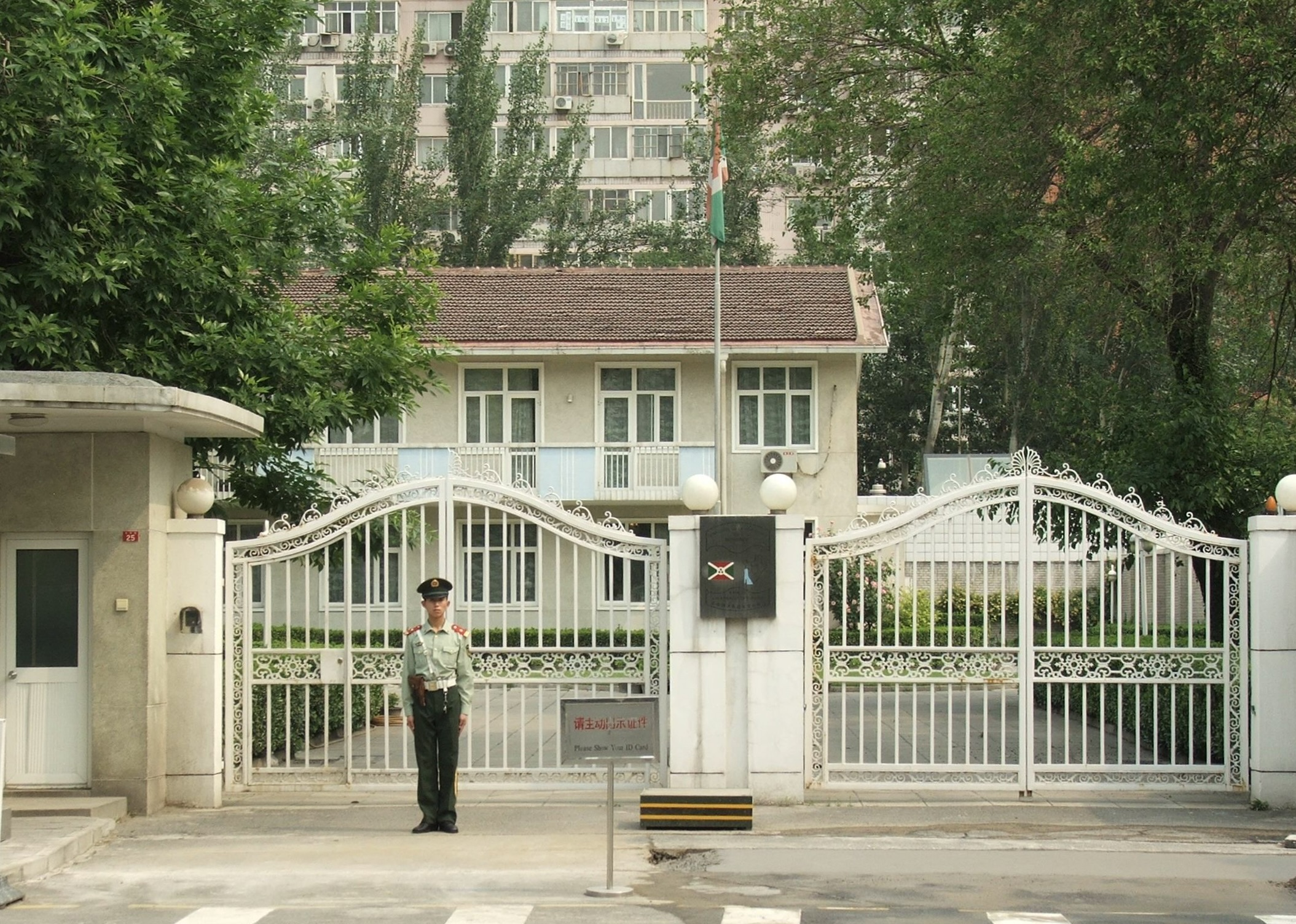
Burundische Botschaft in Peking

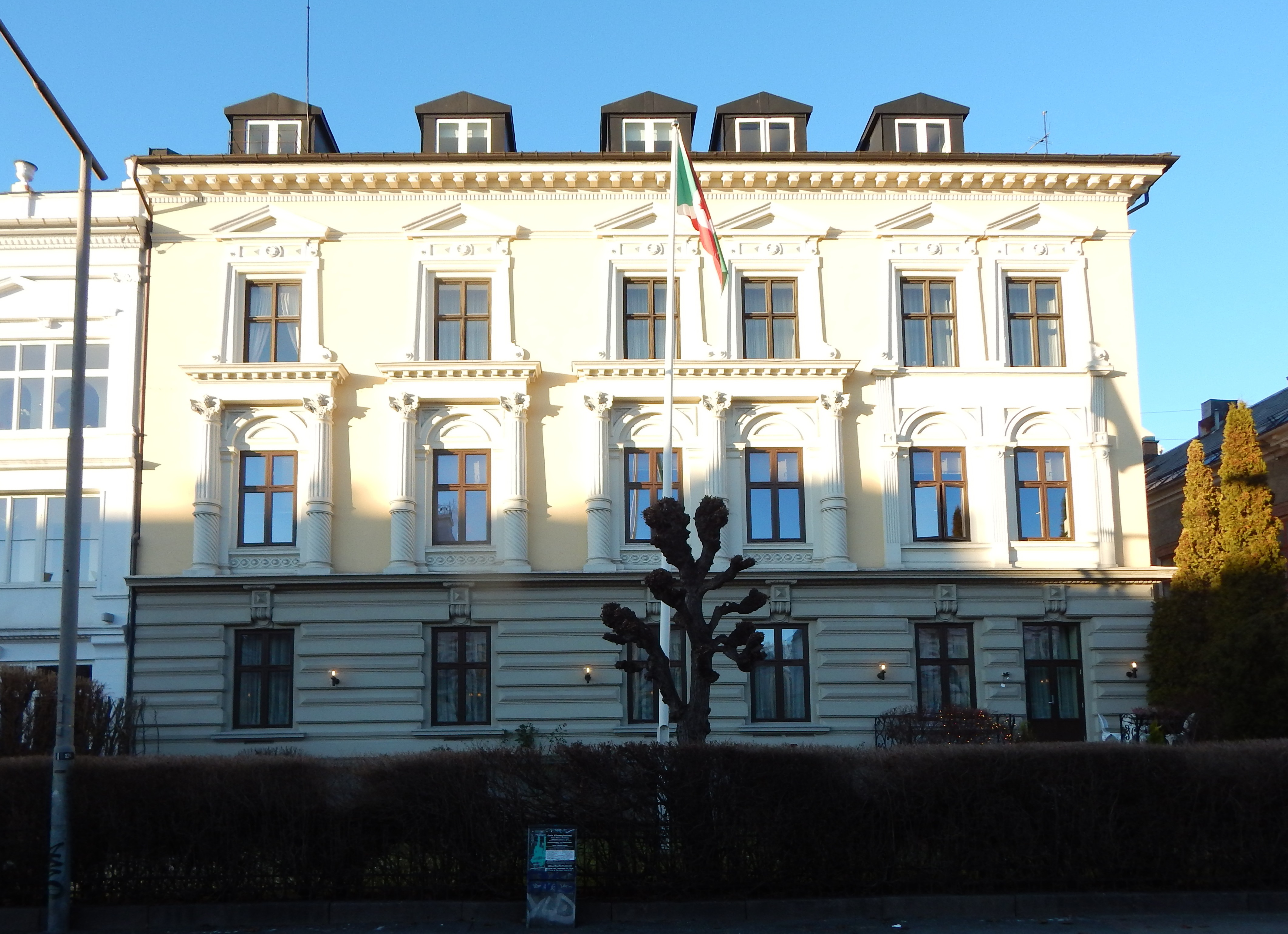
Burundische Botschaft in Oslo

### Afrika
| - Ägypten: Kairo, Botschaft - Äthiopien: Addis Abeba, Botschaft - Demokratische Republik Kongo: Kinshasa, Botschaft - Kenia: Nairobi, Botschaft - Nigeria: Abuja, Botschaft | - Ruanda: Kigali, Botschaft - Südafrika: Pretoria, Botschaft - Tansania: Daressalam, Botschaft - Tansania: Kigoma, Generalkonsulat - Uganda: Kampala, Botschaft |

### Amerika
- Brasilien: Brasília, Botschaft
- Vereinigte Staaten: Washington, D.C., Botschaft

### Asien
| - Volksrepublik China: Peking, Botschaft - Indien: Neu-Delhi, Botschaft - Iran: Teheran, Botschaft | - Saudi-Arabien: Riad, Botschaft - Vereinigte Arabische Emirate: Dubai, Generalkonsulat |

### Europa
| - Belgien: Brüssel, Botschaft - Deutschland: Berlin, Botschaft - Frankreich: Paris, Botschaft - Italien: Rom, Botschaft | - Norwegen: Oslo, Botschaft - Russland: Moskau, Botschaft - Türkei: Ankara, Botschaft - Vereinigtes Königreich: London, Botschaft |

## Vertretungen bei internationalen Organisationen
- Vereinte Nationen: New York, Delegation
- Vereinte Nationen: Genf, Delegation